# 杰夫·穆林斯
小杰弗里·文森特·穆林斯（英語：Jeffrey Vincent Mullins Jr.，1942年3月18日—），美国男子职业篮球运动员，曾效力于NBA联盟。他在1964年的NBA选秀中第1轮第5顺位被圣路易斯鹰选中。